# 미들마치

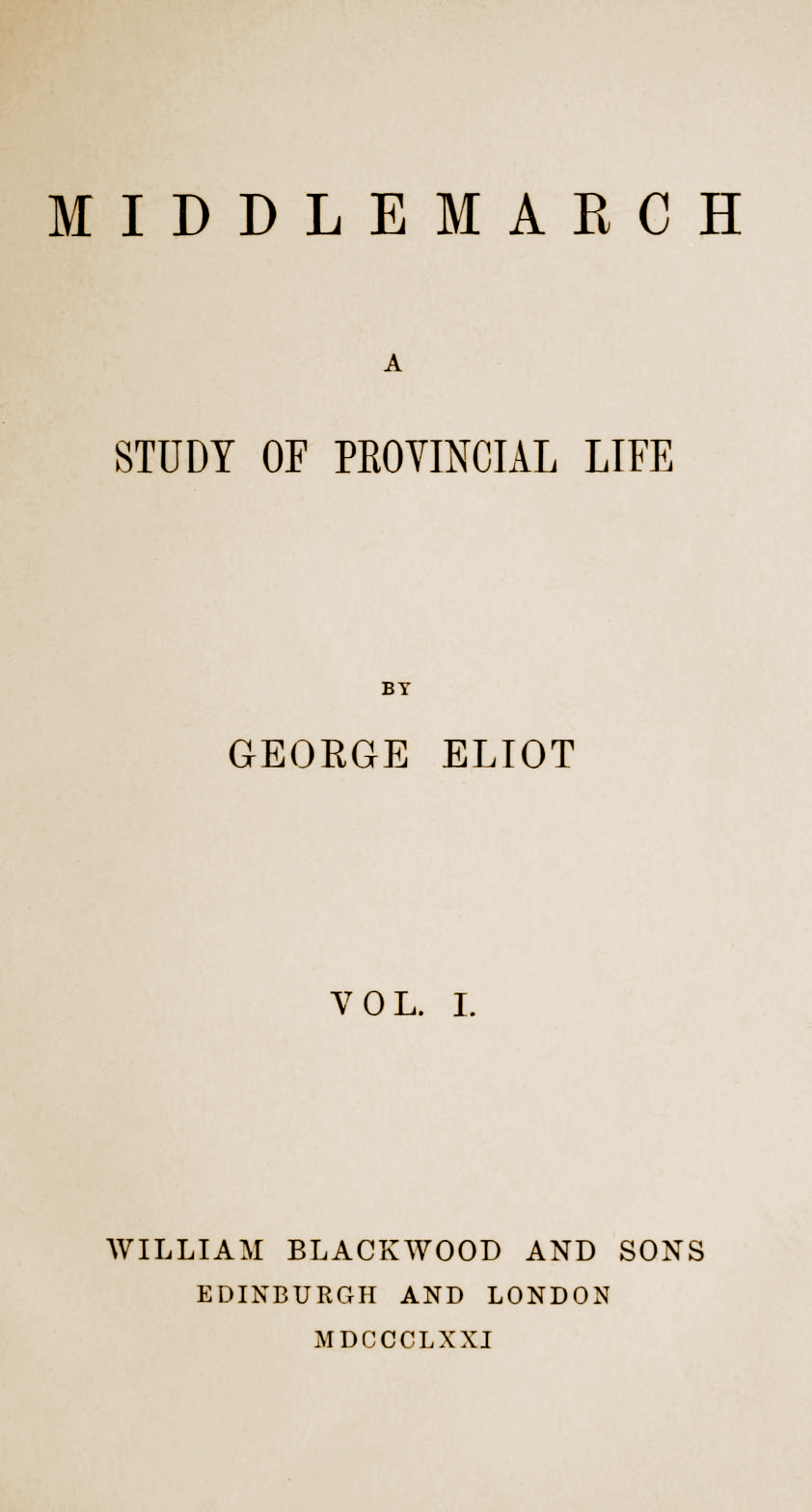

《미들마치》(Middlemarch)는 조지 엘리엇의 후기 대표작으로서 ‘지방 생활의 연구’라는 부제가 말하듯 영국의 작은 도시 미들마치를 배경으로 지주, 목사부터 농부와 노동자에 이르기까지 평범한 사람들의 모습을 사실적으로 묘사한 19세기 풍속화다. 저자는 미들마치에서 인간의 삶을 좌우하는 가장 중요한 선택은 결혼과 직업이며, 그 선택에 따라 행복과 불행의 갈림길에 서게 됨을 보여 준다.

## 배경
≪미들마치(Middlemarch)≫(1871∼1872)는 미들마치 지방에 관한 소설을 쓰려는 애초의 시도와 ＜브룩 양(Miss Brooke)＞이라는 제목의 짧은 소설(novella)이 결합되어 1871년 12월부터 1872년 12월까지 여덟 권의 책으로 출판되었다. 이 소설은 1830년대의 영국 미들마치 지방과 그 주변 사회를 중심으로, 제1차 선거법 개정안(The First Reform Bill)이 통과되기 직전의 과도기적 상황을 그리고 있다. ‘시골 생활 연구(A Study of provincial life)’라는 부제처럼, 이 작품은 이 사회의 중상류층을 구성하는 개개인들의 삶은 물론 1832년의 선거법 개정과 국회의원 선거, 토지 개혁, 철도 부설 등 당시의 정치 · 사회적 변화를 방대하지만 짜임새 있게 그리고 있어 엘리엇 후기의 가장 원숙한 걸작으로 평가된다.
이 작품의 가장 뛰어난 점은 결혼의 실생활에 초점을 맞추었다는 것이다. 이야기를 매우 단순화하면, 산업 혁명 전의 영국 시골을 배경으로 한 평범한 사람들의 연애나 결혼 이야기, 즉 도로시아와 캐소본, 리드게이트와 로저먼드, 그리고 메리와 프레드, 이 세 쌍의 러브 스토리라고 할 수 있다. 또한 이 작품은 높은 이상과 선의를 지닌 등장인물들이 편협한 시골 사회와 불완전한 사회 질서 속에서 평범한 인물로 전락하는 과정을 잘 보여 준다.
이 세 쌍의 중심인물들 외에 다른 등장인물들, 구체적으로 캐드웰러더 목사 부부, 도로시아를 사모하다가 그녀의 여동생 실리아와 결혼하는 준남작 제임스 체텀 경, 메리를 사랑하지만 그녀가 프레드와 결혼하도록 돕는 페어브러더 목사, 전 재산을 조카인 프레드에게 남겨 줄 것처럼 굴지만 종국에는 서자에게 유산을 남기는 등 유산을 미끼로 주변 사람들을 좌지우지하는 페더스톤, 불스트로드의 과거가 폭로되자 그의 관리인으로 일하기를 거부하는, 가난하지만 정직한 케일러브 가스, 프레드를 사랑하지만 확실한 직업을 갖지 않으면 결혼하지 않겠다고 말해서 건달 프레드를 훌륭한 농장 관리인이 되게 하는 메리, 미망인의 유산을 노려서 그녀의 딸과 손자의 존재를 감춘 불스트로드의 추악한 과거를 폭로하는 래플스, 페더스톤 삼촌의 유산 상속만을 믿고 사치스러운 생활과 도박으로 빚을 지고, 빚보증을 선 메리의 부모에게까지 금전적 고통을 주지만, 어린 시절부터의 연인인 메리 덕분에 건실한 농부가 되는 프레드 빈시, 위선적인 남편 불스트로드의 추문에도 불구하고 그의 곁에 머물기로 결단하는 불스트로드 부인 등 작가는 평범한 사람들의 인생 속에 숨겨진 복잡한 초상, 소리 없는 비극, 크고 작은 성패들, 평범한 인물들의 순간을 깊은 심리적 통찰력으로 그려 낸다.
원전은 블랙우드 매거진(Blackwood’s Magazine) 출판사에서 1965년에 출간되었다.

## 한국어 번역
- 이미애 옮김, 《미들마치》(전 2권), 민음사, 2024년